# Peão (xadrez)
O peão (♙, ♟) é uma peça menor do xadrez ocidental. No início de uma partida, cada jogador tem oito peças que são dispostas nas fileiras 2 para as brancas e 7 para as pretas. O peão move-se verticalmente na coluna que encontra-se, sendo incapaz de recuar. No primeiro movimento de cada peão, a partir do ponto de partida, pode avançar duas casas e, a partir daí, uma.
Um peão pode capturar a peça na fileira seguinte em diagonal. Quando na quinta fileira, pode capturar en passant o peão adversário na coluna adjacente que avançar duas casas em seu primeiro movimento. Ao atingir a oitava linha transforma-se em qualquer outra peça, excluindo o rei, movimento chamado de coroação ou promoção; o peão será substituído imediatamente por outra peça: cavalo, bispo, torre ou dama (rainha) e deverá ser removido do tabuleiro, quando promovido, ele não pode ser removido novamente do jogo na mesma jogada. Está presente inclusive em variantes do jogo, tendo servido de inspiração para algumas peças não-ortodoxas.
Originalmente, foram a infantaria na representação militar que o xadrez tinha porém, na Idade Média, foi interpretado nas moralidades como os camponeses e a possibilidade de promoção, uma metáfora para a possibilidade de ascensão social através de um caminho virtuoso (reto). São tomados como unidade de valor das peças de xadrez entretanto tornam-se mais valiosos a medida que a possibilidade de promoção aumenta, o que pode influir na estratégia adotada pelos jogadores, no qual o oponente do peão tentará bloqueá-lo ou capturá-lo a todo custo.

## Origem e etimologia

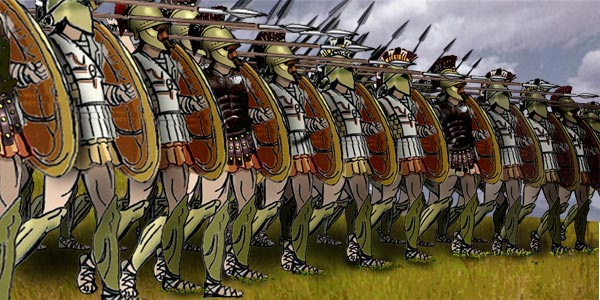
Uma reconstrução moderna de hoplitas gregos na formação falange.

Uma das lendas que acompanham a criação do jogo conta que o brâmane Sissa criou o chaturanga, predecessor mais antigo do xadrez, a pedido do rajá (rei) indiano Balhait. Sissa tomou por base as figuras do exército indiano, e incluiu a peça hoje conhecida peão como forma representativa da infantaria e do papel que esta desempenhava nos exércitos durante a guerra.
De acordo com relatos gregos, esta era a composição do exército indiano desde o século IV a.C. A palavra chaturanga que posteriormente nomeou a primeira versão do jogo tem o significado ligado às partes do exército no Ramáiana e no Maabárata no qual o exército é expressamente chamado de hasty-ashwa-ratha-padatam do qual padatam é a palavra em sânscrito para um soldado.
No idioma persa a peça era denominada Piyada e no árabe Baidaq, ambas com o mesmo significado que em sânscrito. Na maioria dos países europeus a peça tem o nome ligado a infantaria, o que originalmente representava, sendo peon em espanhol, pedina em italiano, bauer em alemão e pawn em inglês.
Quando o xadrez chegou a Europa na Idade Média, os monges atribuíram uma profissão plebeia medieval a cada peão. Com isso, os peões de a2 a h2 eram, respectivamente:
- Fazendeiro (peão da Torre da Dama, para quem ele trabalha);
- Ferreiro (em frente ao Cavalo da Dama, porque cuida das ferraduras);
- Tecelão (peão do Bispo da Dama);
- Mercador/Cambista (sempre em frente à Dama);
- Médico (peão do Rei);
- Estalajadeiro (peão do Bispo do Rei);
- Guarda da cidade ou policial (em frente ao Cavalo do Rei — Cavaleiro, nas versões iniciais —, já que estes treinam os guardas da cidade);
- Apostador/profissionais à margem da sociedade/mensageiro.

## Arqueologia
Os artefatos mais antigos encontrados são do conjunto de peças de Afrassíabe, encontrados no Usbequistão na década de 1970. Os peões são pequenas figuras de soldados ajoelhados, apoiados em um joelho, segurando espada e escudo como se estivessem prontos para combate.
Desenhos mais simples e estilizados foram desenvolvidos pelos muçulmanos seguindo a proibição do islamismo de representar figuras vivas. Os peões são as menores peças, seguindo a importância das patentes militares, e com formato de abóbada. No conjunto das peças de Ager, o peão é um pequeno bloco cilíndrico.
Os artefatos das Peças de Lewis possuem 19 peões estilizados com formas e tamanhos variados parecidos com lápides ou obeliscos. A maioria possui uma base hexagonal e duas peças possuem ornamentos gravados. O único peão remanescente do conjunto Peças de Carlos Magno é representando por um pequeno soldado com escudo e elmo similares aos nórdicos do século XI o que desfez o mito de que o conjunto teria realmente pertencido ao imperador carolíngio que viveu no século VIII.
A partir do século XV o xadrez se expandiu pela Europa e Rússia. Os peões continuaram sendo representados de forma estilizada com um formato semelhante entre si similar aos das Peças de Staunton. Houve algumas exceções como conjuntos confeccionados em Augsburgo que representaram os peões conforme os ofícios indicados na moralidade Liber de Moribus Hominum et Officiis Nobilium Sive Super Ludo Scacchorum escrita por Jacobus de Cessolis no século XIII. Os ofícios são, a partir da coluna a: lavrador, ferreiro, alfaiate, mercador, médico, taverneiro, guarda e mensageiro.

## Movimento e valor relativo
|   | a | b | c | d | e | f | g | h |   |
| 8 | g5 preto peão · c4 black circle · f4 black cross · g4 black circle · h4 black cross · b3 black cross · c3 black circle · d3 black cross · c2 branco peão | g5 preto peão · c4 black circle · f4 black cross · g4 black circle · h4 black cross · b3 black cross · c3 black circle · d3 black cross · c2 branco peão | g5 preto peão · c4 black circle · f4 black cross · g4 black circle · h4 black cross · b3 black cross · c3 black circle · d3 black cross · c2 branco peão | g5 preto peão · c4 black circle · f4 black cross · g4 black circle · h4 black cross · b3 black cross · c3 black circle · d3 black cross · c2 branco peão | g5 preto peão · c4 black circle · f4 black cross · g4 black circle · h4 black cross · b3 black cross · c3 black circle · d3 black cross · c2 branco peão | g5 preto peão · c4 black circle · f4 black cross · g4 black circle · h4 black cross · b3 black cross · c3 black circle · d3 black cross · c2 branco peão | g5 preto peão · c4 black circle · f4 black cross · g4 black circle · h4 black cross · b3 black cross · c3 black circle · d3 black cross · c2 branco peão | g5 preto peão · c4 black circle · f4 black cross · g4 black circle · h4 black cross · b3 black cross · c3 black circle · d3 black cross · c2 branco peão | 8 |
| 7 | g5 preto peão · c4 black circle · f4 black cross · g4 black circle · h4 black cross · b3 black cross · c3 black circle · d3 black cross · c2 branco peão | g5 preto peão · c4 black circle · f4 black cross · g4 black circle · h4 black cross · b3 black cross · c3 black circle · d3 black cross · c2 branco peão | g5 preto peão · c4 black circle · f4 black cross · g4 black circle · h4 black cross · b3 black cross · c3 black circle · d3 black cross · c2 branco peão | g5 preto peão · c4 black circle · f4 black cross · g4 black circle · h4 black cross · b3 black cross · c3 black circle · d3 black cross · c2 branco peão | g5 preto peão · c4 black circle · f4 black cross · g4 black circle · h4 black cross · b3 black cross · c3 black circle · d3 black cross · c2 branco peão | g5 preto peão · c4 black circle · f4 black cross · g4 black circle · h4 black cross · b3 black cross · c3 black circle · d3 black cross · c2 branco peão | g5 preto peão · c4 black circle · f4 black cross · g4 black circle · h4 black cross · b3 black cross · c3 black circle · d3 black cross · c2 branco peão | g5 preto peão · c4 black circle · f4 black cross · g4 black circle · h4 black cross · b3 black cross · c3 black circle · d3 black cross · c2 branco peão | 7 |
| 6 | g5 preto peão · c4 black circle · f4 black cross · g4 black circle · h4 black cross · b3 black cross · c3 black circle · d3 black cross · c2 branco peão | g5 preto peão · c4 black circle · f4 black cross · g4 black circle · h4 black cross · b3 black cross · c3 black circle · d3 black cross · c2 branco peão | g5 preto peão · c4 black circle · f4 black cross · g4 black circle · h4 black cross · b3 black cross · c3 black circle · d3 black cross · c2 branco peão | g5 preto peão · c4 black circle · f4 black cross · g4 black circle · h4 black cross · b3 black cross · c3 black circle · d3 black cross · c2 branco peão | g5 preto peão · c4 black circle · f4 black cross · g4 black circle · h4 black cross · b3 black cross · c3 black circle · d3 black cross · c2 branco peão | g5 preto peão · c4 black circle · f4 black cross · g4 black circle · h4 black cross · b3 black cross · c3 black circle · d3 black cross · c2 branco peão | g5 preto peão · c4 black circle · f4 black cross · g4 black circle · h4 black cross · b3 black cross · c3 black circle · d3 black cross · c2 branco peão | g5 preto peão · c4 black circle · f4 black cross · g4 black circle · h4 black cross · b3 black cross · c3 black circle · d3 black cross · c2 branco peão | 6 |
| 5 | g5 preto peão · c4 black circle · f4 black cross · g4 black circle · h4 black cross · b3 black cross · c3 black circle · d3 black cross · c2 branco peão | g5 preto peão · c4 black circle · f4 black cross · g4 black circle · h4 black cross · b3 black cross · c3 black circle · d3 black cross · c2 branco peão | g5 preto peão · c4 black circle · f4 black cross · g4 black circle · h4 black cross · b3 black cross · c3 black circle · d3 black cross · c2 branco peão | g5 preto peão · c4 black circle · f4 black cross · g4 black circle · h4 black cross · b3 black cross · c3 black circle · d3 black cross · c2 branco peão | g5 preto peão · c4 black circle · f4 black cross · g4 black circle · h4 black cross · b3 black cross · c3 black circle · d3 black cross · c2 branco peão | g5 preto peão · c4 black circle · f4 black cross · g4 black circle · h4 black cross · b3 black cross · c3 black circle · d3 black cross · c2 branco peão | g5 preto peão · c4 black circle · f4 black cross · g4 black circle · h4 black cross · b3 black cross · c3 black circle · d3 black cross · c2 branco peão | g5 preto peão · c4 black circle · f4 black cross · g4 black circle · h4 black cross · b3 black cross · c3 black circle · d3 black cross · c2 branco peão | 5 |
| 4 | g5 preto peão · c4 black circle · f4 black cross · g4 black circle · h4 black cross · b3 black cross · c3 black circle · d3 black cross · c2 branco peão | g5 preto peão · c4 black circle · f4 black cross · g4 black circle · h4 black cross · b3 black cross · c3 black circle · d3 black cross · c2 branco peão | g5 preto peão · c4 black circle · f4 black cross · g4 black circle · h4 black cross · b3 black cross · c3 black circle · d3 black cross · c2 branco peão | g5 preto peão · c4 black circle · f4 black cross · g4 black circle · h4 black cross · b3 black cross · c3 black circle · d3 black cross · c2 branco peão | g5 preto peão · c4 black circle · f4 black cross · g4 black circle · h4 black cross · b3 black cross · c3 black circle · d3 black cross · c2 branco peão | g5 preto peão · c4 black circle · f4 black cross · g4 black circle · h4 black cross · b3 black cross · c3 black circle · d3 black cross · c2 branco peão | g5 preto peão · c4 black circle · f4 black cross · g4 black circle · h4 black cross · b3 black cross · c3 black circle · d3 black cross · c2 branco peão | g5 preto peão · c4 black circle · f4 black cross · g4 black circle · h4 black cross · b3 black cross · c3 black circle · d3 black cross · c2 branco peão | 4 |
| 3 | g5 preto peão · c4 black circle · f4 black cross · g4 black circle · h4 black cross · b3 black cross · c3 black circle · d3 black cross · c2 branco peão | g5 preto peão · c4 black circle · f4 black cross · g4 black circle · h4 black cross · b3 black cross · c3 black circle · d3 black cross · c2 branco peão | g5 preto peão · c4 black circle · f4 black cross · g4 black circle · h4 black cross · b3 black cross · c3 black circle · d3 black cross · c2 branco peão | g5 preto peão · c4 black circle · f4 black cross · g4 black circle · h4 black cross · b3 black cross · c3 black circle · d3 black cross · c2 branco peão | g5 preto peão · c4 black circle · f4 black cross · g4 black circle · h4 black cross · b3 black cross · c3 black circle · d3 black cross · c2 branco peão | g5 preto peão · c4 black circle · f4 black cross · g4 black circle · h4 black cross · b3 black cross · c3 black circle · d3 black cross · c2 branco peão | g5 preto peão · c4 black circle · f4 black cross · g4 black circle · h4 black cross · b3 black cross · c3 black circle · d3 black cross · c2 branco peão | g5 preto peão · c4 black circle · f4 black cross · g4 black circle · h4 black cross · b3 black cross · c3 black circle · d3 black cross · c2 branco peão | 3 |
| 2 | g5 preto peão · c4 black circle · f4 black cross · g4 black circle · h4 black cross · b3 black cross · c3 black circle · d3 black cross · c2 branco peão | g5 preto peão · c4 black circle · f4 black cross · g4 black circle · h4 black cross · b3 black cross · c3 black circle · d3 black cross · c2 branco peão | g5 preto peão · c4 black circle · f4 black cross · g4 black circle · h4 black cross · b3 black cross · c3 black circle · d3 black cross · c2 branco peão | g5 preto peão · c4 black circle · f4 black cross · g4 black circle · h4 black cross · b3 black cross · c3 black circle · d3 black cross · c2 branco peão | g5 preto peão · c4 black circle · f4 black cross · g4 black circle · h4 black cross · b3 black cross · c3 black circle · d3 black cross · c2 branco peão | g5 preto peão · c4 black circle · f4 black cross · g4 black circle · h4 black cross · b3 black cross · c3 black circle · d3 black cross · c2 branco peão | g5 preto peão · c4 black circle · f4 black cross · g4 black circle · h4 black cross · b3 black cross · c3 black circle · d3 black cross · c2 branco peão | g5 preto peão · c4 black circle · f4 black cross · g4 black circle · h4 black cross · b3 black cross · c3 black circle · d3 black cross · c2 branco peão | 2 |
| 1 | g5 preto peão · c4 black circle · f4 black cross · g4 black circle · h4 black cross · b3 black cross · c3 black circle · d3 black cross · c2 branco peão | g5 preto peão · c4 black circle · f4 black cross · g4 black circle · h4 black cross · b3 black cross · c3 black circle · d3 black cross · c2 branco peão | g5 preto peão · c4 black circle · f4 black cross · g4 black circle · h4 black cross · b3 black cross · c3 black circle · d3 black cross · c2 branco peão | g5 preto peão · c4 black circle · f4 black cross · g4 black circle · h4 black cross · b3 black cross · c3 black circle · d3 black cross · c2 branco peão | g5 preto peão · c4 black circle · f4 black cross · g4 black circle · h4 black cross · b3 black cross · c3 black circle · d3 black cross · c2 branco peão | g5 preto peão · c4 black circle · f4 black cross · g4 black circle · h4 black cross · b3 black cross · c3 black circle · d3 black cross · c2 branco peão | g5 preto peão · c4 black circle · f4 black cross · g4 black circle · h4 black cross · b3 black cross · c3 black circle · d3 black cross · c2 branco peão | g5 preto peão · c4 black circle · f4 black cross · g4 black circle · h4 black cross · b3 black cross · c3 black circle · d3 black cross · c2 branco peão | 1 |
|   | a | b | c | d | e | f | g | h |   |

Na posição inicial das peças sobre o tabuleiro, cada jogador tem a sua disposição oito peões, posicionados na segunda fileira para as brancas, e sobre a sétima fileira para as pretas. Seu movimento consiste no avanço para a casa desocupada imediatamente a sua frente na mesma coluna ou no primeiro movimento opcionalmente por duas casas na mesma coluna desde que ambas as casas estejam desocupadas. Tal avanço foi introduzido na Europa durante a Idade Média porém só foi uniformizado com o estabelecimento das regras no final do século XV. Na Espanha e Alemanha, tal avanço somente era permitido se não tivesse havido captura de peças e na Alemanha ainda era restrito aos peões das torres, Dama e Rei.
Captura ao tomar o lugar ocupado pela peça oponente que está na direção diagonal na fileira imediatamente à sua frente, tomando o lugar da peça. Se um peão atacar a casa pela qual um peão oponente passa ao ter avançado duas casas em seu primeiro movimento, o peão atacante pode capturar o adversário, ocupando assim a casa pela qual o peão adversário passou sobre. Esta captura característica denomina-se en passant e é permitida somente no movimento seguinte ao avanço do peão adversário.
O movimento en passant foi introduzido por volta do século XV tendo sido descrito por Lucena em Repetición de Amores y Arte de Ajedrez (1497) porém só foi uniformizado por volta do século XVIII quando os italianos abandonaram o passar bataglia. Conforme estabelece a FIDE, não é necessário designar uma letra específica para o peão nas notações algébricas de xadrez, que devem ser utilizadas em torneios oficiais. Em periódicos e na literatura, recomenda-se a utilização de figuras ou diagramas ( e )
Usualmente, o valor relativo do peão é atribuído arbitrariamente como um ponto embora os peões centrais sejam mais valiosos. Entretanto nos finais o valor pode ser superior na medida que estes avançam e existe a possibilidade de serem promovidos. O valor do peão pode variar conforme a estrutura de peões existente. Peões dobrados valem 0,75 pontos caso seja possível desfazer tal fraqueza e 0,5 pontos caso não seja possível.

### Capturaen passant

Exemplo de captura en passant.

Se um peão estiver na quinta fileira e um peão adversário de uma coluna adjacente mover duas casas em seu primeiro lance, é possível realizar a captura como se o peão adversário tivesse movido apenas uma casa. Este movimento é en passant e só pode ser realizado na jogada seguinte à que o peão adversário moveu duas casas.
É o único movimento onde a peça que captura não ocupa a casa do tabuleiro da peça capturada. Na notação algébrica de xadrez e notação descritiva de xadrez o movimento pode ser sinalizado por "e.p.", embora não seja obrigatório. Neste caso, deve ser anotado como se o peão capturado tivesse avançado somente uma casa. Caso a captura en passant seja o único movimento legal disponível, o jogador é obrigado a realizar o movimento ou abandonar a partida. O movimento também é obrigatório caso seja o único movimento que permite ao jogador sair da situação de xeque.

### Promoção

Coroação do peão.

O peão tem a possibilidade de tornar-se torre, cavalo, bispo ou dama, uma vez que alcançou a última fileira, ou seja, em qualquer peça da mesma cor exceto peão ou rei. Isso é chamado de promoção, e representa um tema importante a considerar em táticas e estratégias. A medida que o peão avança, seu valor relativo aumenta e deve-se evitar que o peão seja bloqueado pelas peças adversárias, que irão mobilizar esforços para impedir seu avanço.
A ação da peça promovida é imediata, ou seja, se o rei adversário está na última fileira e ao coroar é solicitado uma dama ou torre, o rei adversário está automaticamente em xeque. Na maioria dos casos, os jogadores preferem promover o peão a uma dama, porque esta é a peça de maior valor relativo, porém é possível que a promoção a dama seja um inconveniente por, por exemplo, provocar um empate por afogamento. Portanto, em certos casos, pode ser preferível a promoção para uma torre, cavalo ou bispo, o que também é chamado de "subpromoção".
As regras de promoção variaram ao longo do tempo e só foram uniformizadas por volta do século XVIII. Inicialmente, a Igreja Católica se opôs a presença de duas rainhas no tabuleiro o que contrariava a doutrina monogâmica da igreja. Como consequência, o peão só podia ser promovido se a dama já tivesse sido capturada. Em alguns lugares como a França, por um breve período de tempo, o peão só poderia ser promovido por uma peça que já tivesse sido capturada e, caso nenhuma estivesse disponível, deveria permanecer como peão na última fileira até que uma captura de uma peça de sua cor fosse realizada.

## Estratégia
O posicionamento dos peões é um elemento chave na estratégia do xadrez devido a sua baixa mobilidade que cria fraquezas permanentes na cadeia de peões. São utilizados para controlar casas importantes do tabuleiro ou impedir o avanço de peões adversários. Quando tem o caminho desobstruído, o avanço do peão no tabuleiro aumenta a probabilidade de promoção a Dama o que pode influenciar na estratégia a ser adotada a medida que o oponente desloca suas peças para bloquear o peão. Em contrapartida, o avanço do peão também enfraquece as próprias defesas pela impossibilidade do peão recuar e defender tais posições.
O peão também pode ser sacrificado para ativar outras peças do tabuleiro ou para que o jogador ganhe tempo no desenvolvimentos das peças. Quando o sacrifício é realizado na fase de abertura, é denominado gambito. A teoria moderna preconiza que a maioria de peões em uma das alas é uma vantagem significativa porém outros aspectos como a mobilidade do próprio rei e outras peças ativas no tabuleiro podem influenciar na vantagem numérica dos peões. Em teoria, uma maioria de peões pode se converter em um peão passado na fase final da partida, o que pode ser decisivo para sua conclusão. A base, isto é o peão mais atrasado e conectado na cadeia de peões, é o ponto mais vulnerável a ataques pois não é defendido por outro peão sendo normalmente atacado para enfraquecer a estrutura dos peões. A criação de ilhas de peões ou peões isolados deve ser evitada sempre que possível. Peões dobrados ou isolados também podem ser considerados vulneráveis, porém dependem da possibilidade do adversário capturá-los para caracterizar como uma fraqueza.
Originalmente, a teoria do xadrez preconizava a ocupação do centro do tabuleiro como uma vantagem espacial a ser desenvolvida durante a partida. Todavia, a escola hipermoderna desenvolvida no início do século XX alterou esta visão, ao criar possibilidades de atacar a à distância o centro do tabuleiro.

## A figura do peão em outras variantes
Existem diversas peças não-ortodoxas de xadrez baseadas no peão. Com movimento similar ao do peão, consta o superpeão que pode avançar pelo número de casas disponíveis à frente e captura na diagonal de modo à frente de modo similar ao bispo. O peão berolina possui o movimento invertido, isto é, avança na diagonal e captura a peça à sua frente na mesma coluna.
Algumas variantes que exploram a impossibilidade de promover o peão se nenhuma peça tiver sido capturada, denominam este como "peão latente". O peão que não possui movimento é denominado "peão imóvel" e tem como serventia permitir ao jogador perder a vez de jogar, evitando o zugzwang.
No xiangqi, a variante chinesa do xadrez, o peão pode se mover para frente, e para os lados uma vez atravessada parte do tabuleiro, capturando também desta forma. No shogi, variante japonesa, move somente para frente, capturando caso a casa estiver ocupada por uma peça adversária e quando promovido retorna a posição inicial com a patente "ouro" e movimento similar ao general. No xadrez Avalanche, o jogador pode mover um peão adversário na sua vez de jogar além de mover sua própria peça.

## Galeria de imagens

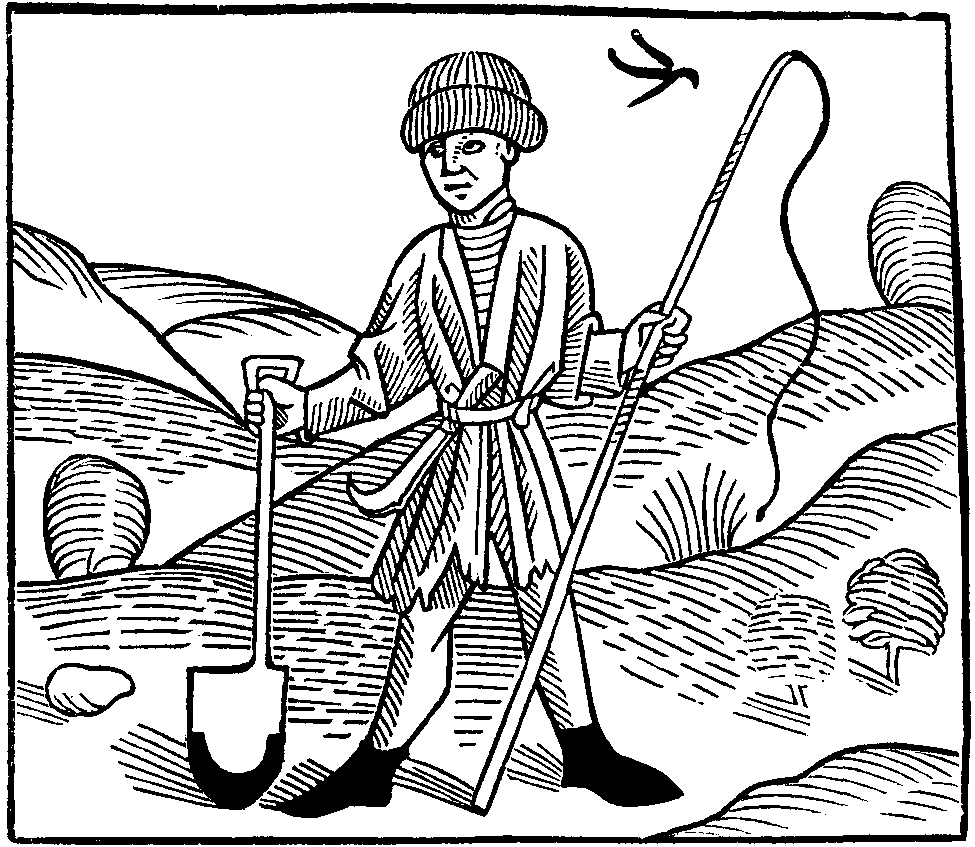
Lavrador
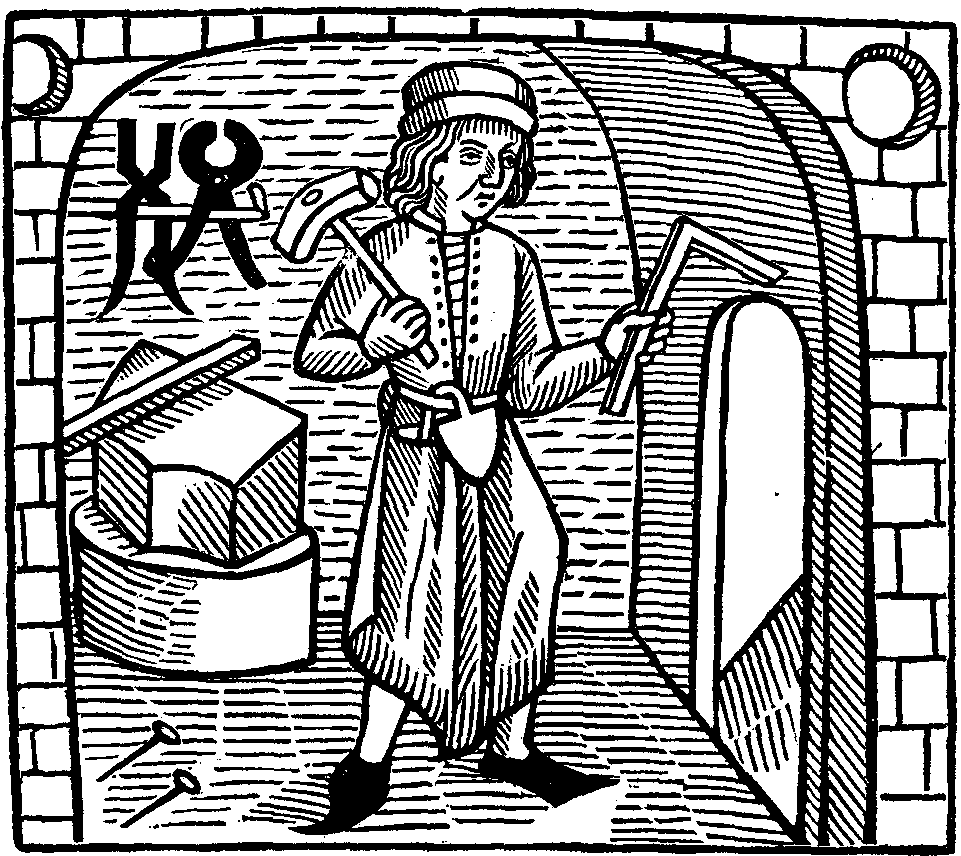
Ferreiro
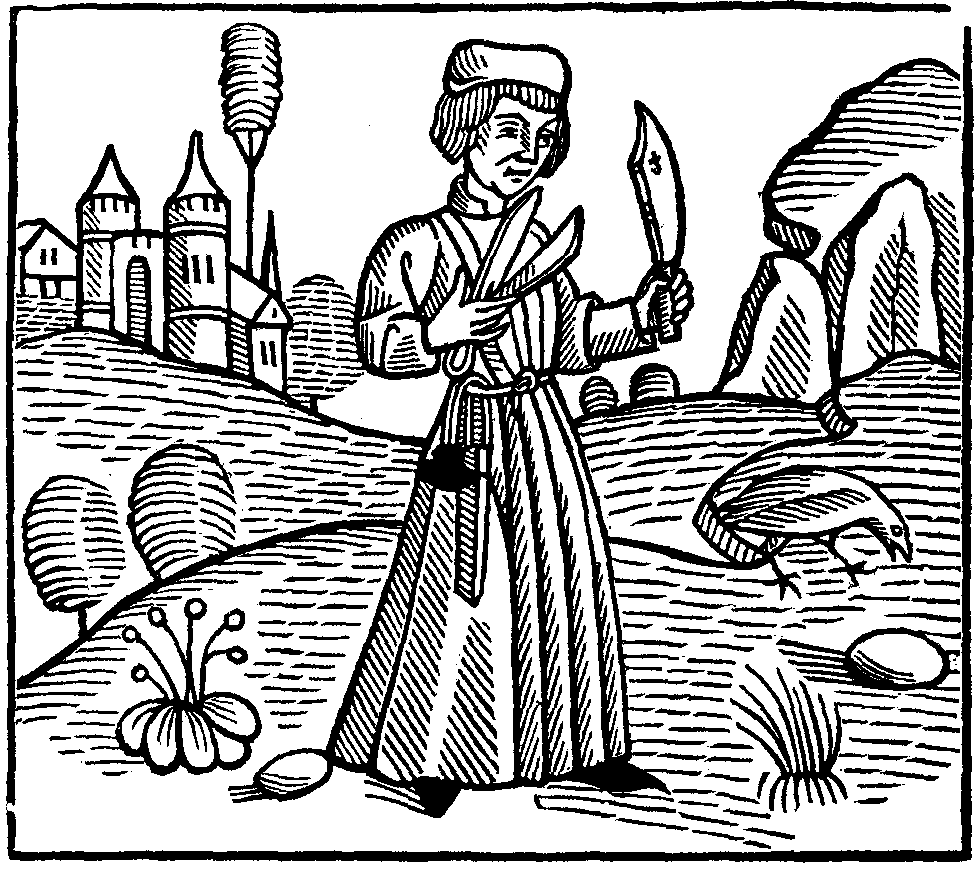
Alfaiate
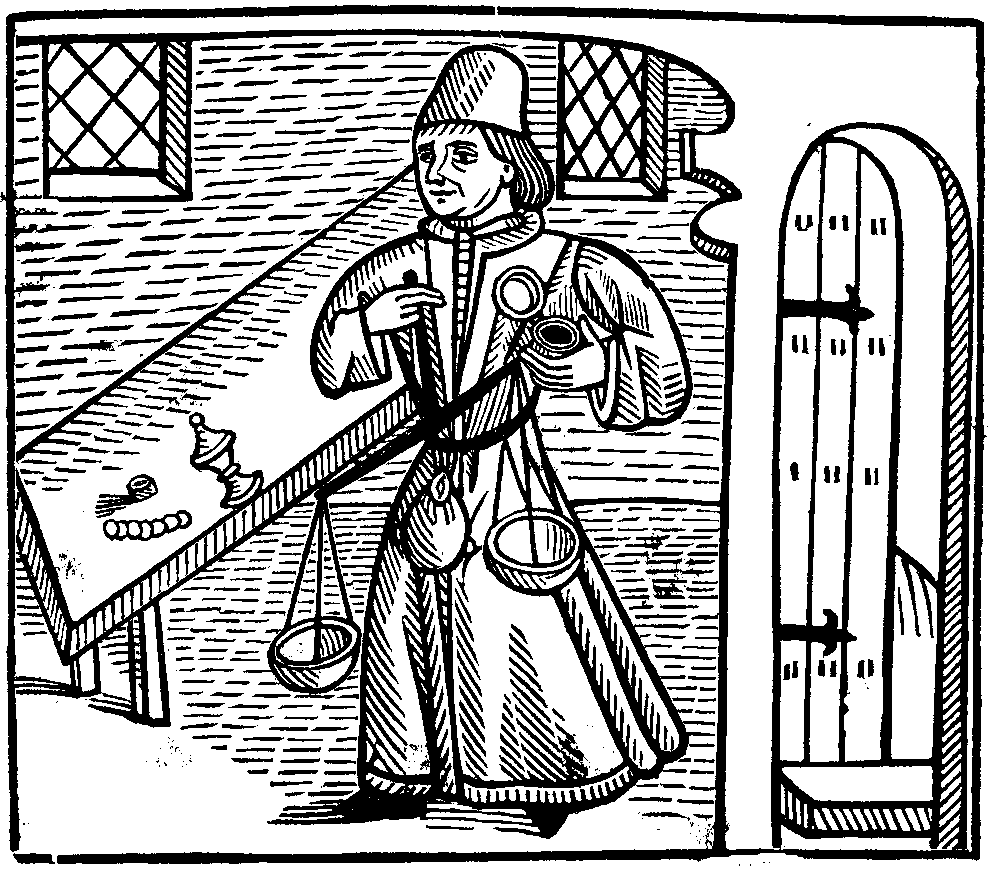
Mercador
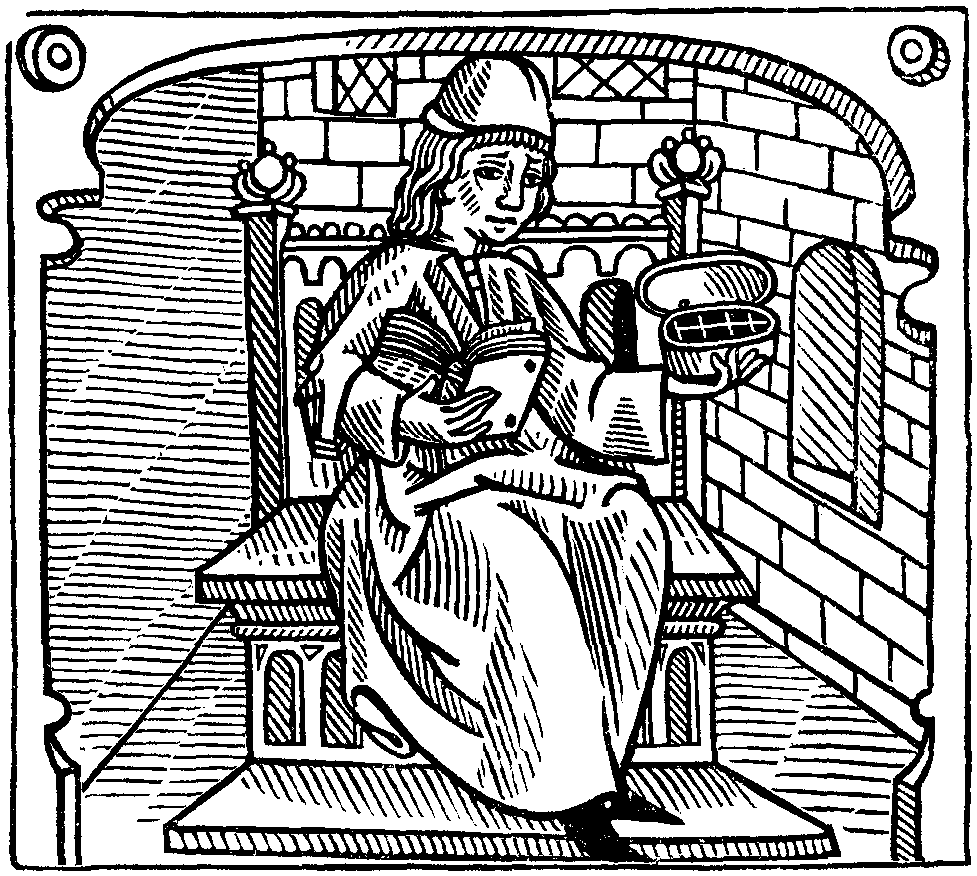
Médico
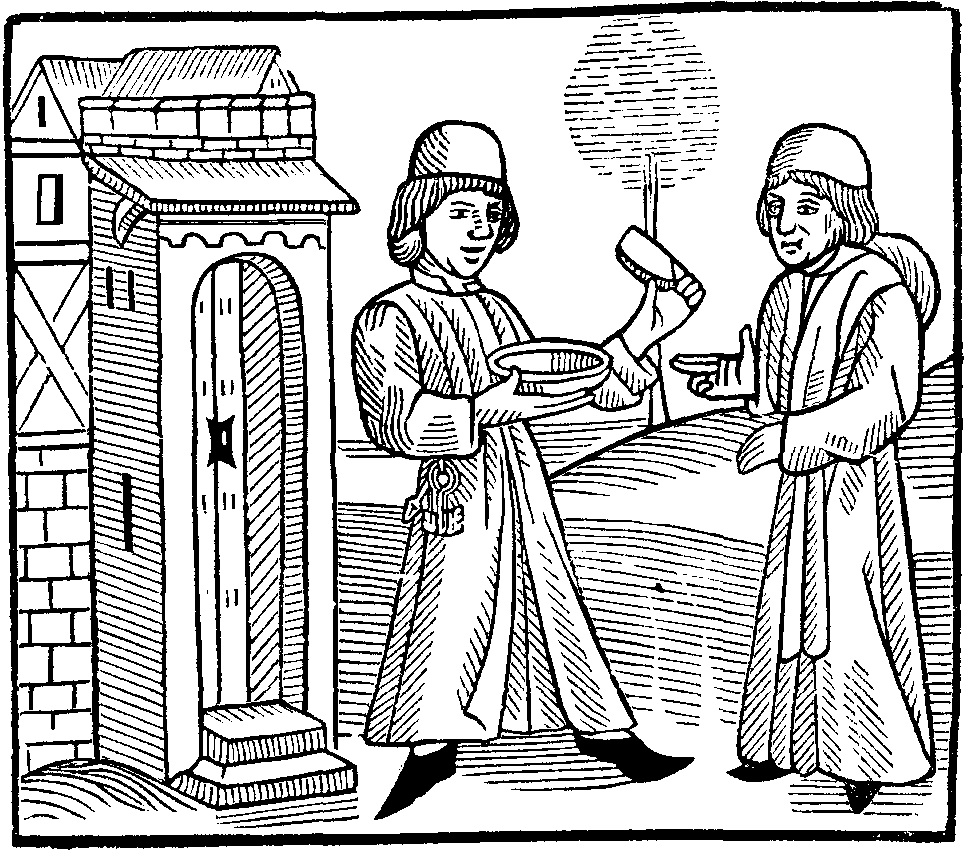
Taverneiro
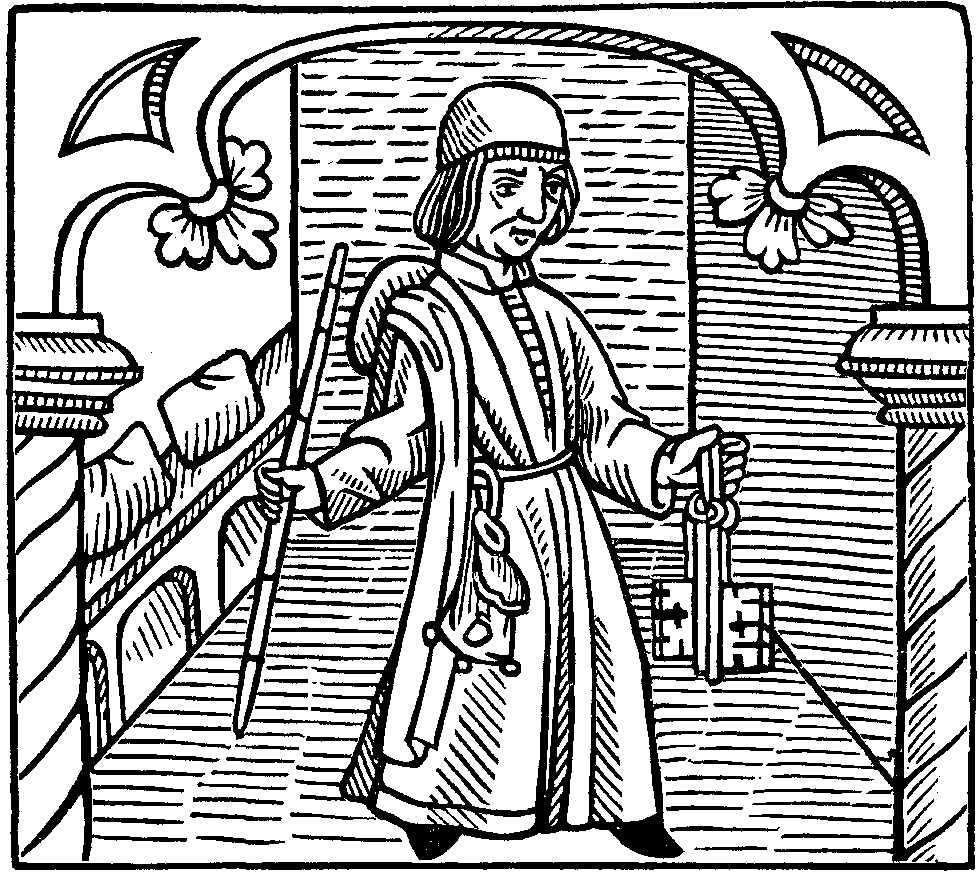
Guarda da Cidade (Policial)
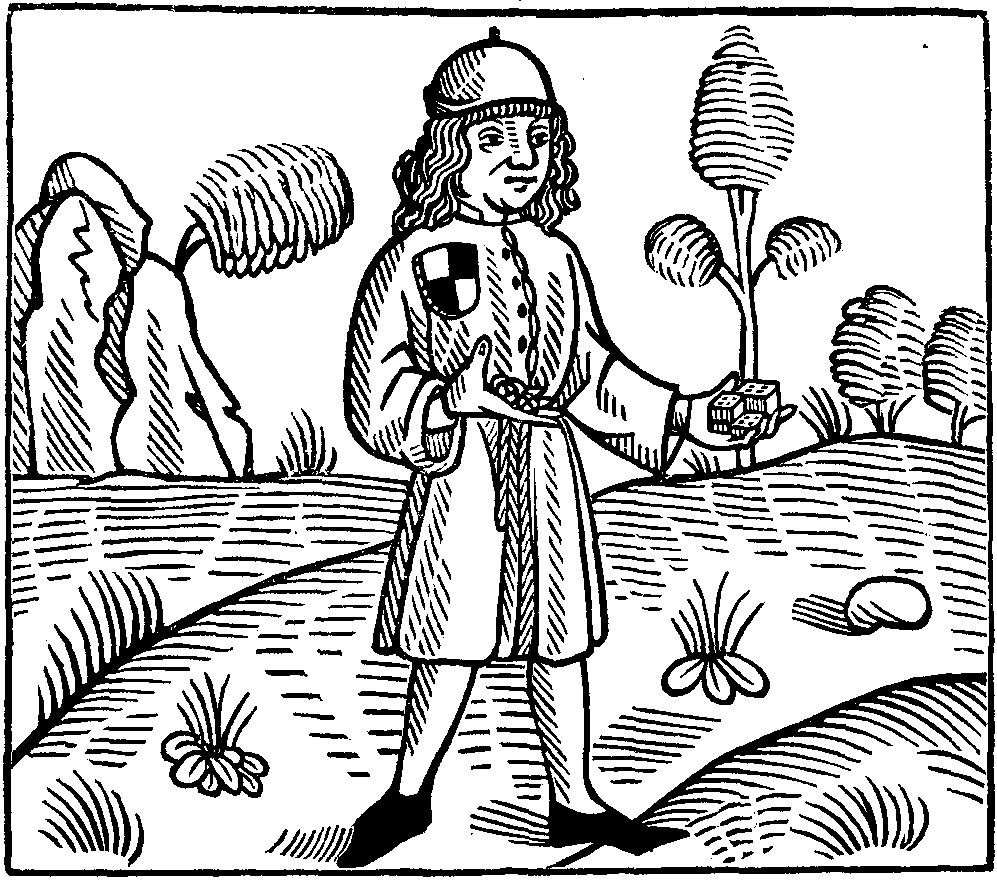
Apostador